# Elias Abou Rachid
Pour les articles homonymes, voir Rachid.
Elias Abou Rachid (né le 1er janvier 1995 à Deir-el-Qamar) est un coureur cycliste libanais. Durant sa carrière, il participe à des compétitions sur route et en VTT.

## Palmarès sur route

### Par année
- 2014
  -  Champion du Liban du contre-la-montre
- 2015
  -  Champion du Liban sur route
  -  Champion du Liban du contre-la-montre
- 2016
  -  Champion du Liban sur route
  - 2e du championnat du Liban du contre-la-montre
- 2017
  -  Champion du Liban sur route
- 2018
  -  Champion du Liban sur route

### Classements mondiaux
| Année         | 2014 | 2015 | 2016 | 2017 | 2018 |
| ------------- | ---- | ---- | ---- | ---- | ---- |
| UCI Asia Tour | 164e | 65e  | 174e | 234e | 184e |

## Palmarès en VTT

### Championnats du Liban
| - 2013 - 3e du championnat du Liban de cross-country - 2014 - Champion du Liban de cross-country - 2015 - Champion du Liban de cross-country | - 2016 - Champion du Liban de cross-country - 2017 - Champion du Liban de cross-country - 2018 - Champion du Liban de cross-country |  |